# Česko na Halovém mistrovství Evropy v atletice 2019
Halového ME v atletice 2019 v Glasgow se ve dnech 1. března – 3. března zúčastnilo 21 českých atletů (12 mužů a 9 žen). Kvůli viróze mezi nimi nebyl obhájce titulu v běhu na 400 metrů Pavel Maslák.
Výprava České republiky zde získala jednu bronzovou medaili, o kterou se zasloužil koulař Tomáš Staněk. V běhu na 1500 metrů doběhl Filip Sasínek čtvrtý, v závodě žen na této trati skončila Simona Vrzalová šestá. Rovněž šesté místo obsadila v soutěži výškařek Michaela Hrubá. Šéftrenér Tomáš Dvořák zhodnotil účast naší výpravy jako celkově neúspěšnou.